# تونی میچل
تونی میچل (انگلیسی: Tony Mitchell؛ زادهٔ ۹ اوت ۱۹۶۱) کارگردان فیلم و کارگردان تلویزیونی بریتانیایی-کانادایی است.
از فیلم‌ها یا مجموعه‌های تلویزیونی که وی در آن‌ها نقش داشته‌است، می‌توان به دوران کهن و سیل اشاره نمود.